# Owari no Chronicle
Owari no Chronicle (終わりのクロニクル Owari no Chronicle?) es una serie de novelas ligeras escritas por Kawakami Minoru (川上 稔?) e ilustradas por Satoyasu Matsuri (さとやす?). Tiene catorce volúmenes publicados desde el año 2003 hasta el 2005, por Dengeki Bunko. Se lleva a cabo en el pasado de Kyoukai Senjou no Horizon, otra serie de novelas ligeras de Kawakami Minoru. La serie tiene lugar en la segunda etapa de un universo de seis etapas, junto con otros trabajos de Kawakami (incluyendo Kyoukai Senjou no Horizon, la secuela de esta serie) abarcando las otras cinco etapas.

## Argumento
Se sitúa en el año 1945, en la Segunda Guerra Mundial. Fue un año que sería grabado para siempre en la historia humana, pero también fue el año en que otra guerra que no tiene un lugar especial en las páginas de la historia terminó. Los que la conocieron, la llamaron Guerra Concepto (概念戦争 Gainen Sensou?).
Sesenta años más tarde, en el año 2005. Después de la muerte de su abuelo, el estudiante de secundaria Mikoto Sayama, vicepresidente del consejo estudiantil de la Academia Taka-Akita, es convocado de repente por la gran corporación IAI. Allí, se le informa de la existencia de la institución UCAT y la profunda implicación de su abuelo con ella y la Guerra Concepto. Su abuelo y la UCAT lucharon contra diez mundos suplentes llamados Engranajes (G/ギア Gia?) que existían separados a éste. Estos mundos no fueron paralelos, existían en múltiples fases, uno encima del otro como una órbita planetaria. Podrían acercarse, interactuar y afectarse entre sí en un ciclo conjunto, por lo que cuando se descubrió este hecho, comenzó una guerra entre sí para destruirse unos a otros. Con el mundo en juego, su abuelo participó en esta guerra para destruir a otros mundos. Por lo tanto, hace sesenta años, el abuelo de Sayama y sus compañeros destruyeron todos los engranajes de la primera a la décima y al final sólo este mundo, el mundo conocido como Low-Gear, sobrevivió.
Mientras lleva en la espalda la frase "el apellido Sayama indica un villano" junto con todo el odio, Mikoto Sayama comienza la última negociación con los otros Engranajes supervivientes, el Camino Leviatán (全竜交渉 (レヴァイアサンロード) Revuaiasan Rōdo?) con el fin de salvar a Low-Gear de una nueva crisis. ¿Qué es la crisis que se avecina a Low-Gear, este mundo en el que los sobrevivientes de los otros mundos viven?; ¿Y cuál es el significado de la Ruta del Leviatán que se dejó a fin de evitar esa crisis?; ¿Puede llegar a este mundo verdaderamente una conclusión que no lo traerá a su propio fin, a pesar de haber terminado otros tantos mundos?; Cuando Mikoto se enfrente a las emociones de aquellos que una vez fueron derrotados, ¿qué respuesta se le dará?

## Personajes

### Principales
Makoto Sayama (佐山 御言 Sayama Mikoto?)
 Seiyū: Daisuke Hirakawa
El protagonista principal. Es el vicepresidente del consejo estudiantil de la Academia Taka-Akitañ Representante, negociador y líder de segundo año en el equipo Leviatán. Siempre acompañado de Baku. Usuario de Georgius. Actualmente, sin parientes, la casa Tamiya cuida de él. Fue entrenado por Hiba Ryuutetsu en el dojo Hiba por lo que es muy hábil en las artes marciales. Por la voluntad de su abuelo fallecido Kaoru Sayama, fue designado como representante del Low-Gear en las negociaciones. Su abuelo fue uno de los Ocho Reyes Dragón (八大竜王 Hachi Dai Ryūō?) quien destruyó los otros mundos. A pesar de ser su nieto, el padre de Mikoto fue adoptado, por lo que realmente no tiene una relación sanguínea con su abuelo. Como sucesor del villano Kaoru Sayama, se le confió las negociaciones que darán forma al destino del mundo en sí, el Camino Leviatán.
Él se ha levantado desde la niñez para ser un excelente villano, en otras palabras, para realizar males necesarios. Sin embargo, su abuelo le había enseñado cómo hacerlo todo, no cuando. Como Sayama no sabe en que momento las habilidades que desarrolló serán realmente necesarias, ha crecido hasta nunca estar realmente seguro acerca de cualquier cosa, por lo menos hasta que encuentre y se entere sobre lo que pasó hace sesenta años y junto a Shinjou, la que va a ser su contrapeso. Sayama tiene una personalidad bastante única y centrada en sí mismo, e incluso después de la reunión, Shinjou, por quien muestra interés romántico desde muy temprano, no pone el freno a sus propias excentricidades. Como él mismo dice: "Yo soy Sayama Mikoto, el negociador del Camino Leviatán y la persona en el centro del mundo." Le gusta usar trajes, así que cuando no lleva puesto el uniforme escolar, suele llevar un traje de tres piezas. Durante la lucha, él utiliza su uniforme de combate UCAT anti-Gear compuesto por un traje blanco y espeso, medias negras con pantalones cortos blancos y una chaqueta usada sobre todo eso. También siempre lleva el anillo de una mujer en el dedo medio de su mano izquierda.
A pesar de ser una parte activa en las luchas y negociaciones en torno al Camino Leviatán, él tiene una discapacidad física y mental que se activa en determinadas ocasiones. Debido a sus experiencias pasadas (como cuando su madre, aparentemente trató de cometer un suicidio compartido con él) cada vez que se acuerda de su familia sufre de síntomas similares a una angina de pecho, causando dolor intenso que a veces incluso fuerza sus rodillas. A medida que la historia avanza y descubre gradualmente la participación de sus padres con el UCAT, Sayama tiene que enfrentarse a esa condición. También, en su segundo año de la escuela media, avanzó a la final de peso ligero para el estudiantes de karate pero perdió después de romper su puño, por lo que todavía siente un poco de dolor como secuela, cuando está apretando su mano.
Shinjou Sadagiri (新庄 運切 Sadagiri Shinjou?)
 Seiyū: Rie Kugimiya
La heroína femenina. Es la secretaria del consejo estudiantil de la Academia Taka-Akita y estudiante de segundo año. A cargo de la protección de vanguardia del equipo Leviatán. Ex-St usuario. Habiendo crecido en las montañas de Okutama su sentido común está detrás de unos 10 o 20 años. Muchacha misteriosa asignada al equipo Leviatán. Recibe un trato preferencial en UCAT Japón y los que conocen su verdadera historia son muy pocos, como Ooshiro Kazuo. Ella ha perdido la memoria, por lo que ella no recuerda de dónde venía ni sus propios padres, por lo que se une al camino Leviatán para encontrar información acerca de su pasado. Sin embargo, las pistas son muy escasas ya que además de su nombre, ella sólo tiene el anillo de los hombres en el dedo medio de su mano derecha y el recuerdo de la canción Silent Night. Su cuerpo cambia de sexo desde el inicio del día hasta que cae la noche. Durante el día ella es un chico llamado Setsu y durante la noche es una chica llamada Sadameñ Como una arrillera, utiliza el carenado personal Ex-St como su arma personal, pero durante el combate a menudo vacila sobre si debe disparar o no al enemigo. A petición de Shinjou, el poder de ataque Ex-St es proporcional a la fuerza de sus intenciones, por lo que no crearía más destrucción que no fuese la que el usuario deseara. Pero incluso con esta función, Shinjou siente un gran sentido de rechazo cuando se presiona el gatillo. Opuestos en la naturaleza, Sayama encuentra en su dulzura la justicia que no tiene, por lo que se encuentra rápidamente aficionado a cada uno de sus rasgos y misterios y se convierte en su contrapeso.
La verdad de su pasado parece estar conectada directamente a la Guerra Concepto hasta el punto en que se le conoce por la espada sagrada Gram como "la clave que une/junta a todos" y el fin de la historia que comenzó hace sesenta años.  La historia avanza mientras trata de descubrir la verdad de sus padres junto a Sayama. Es finalmente revelado que Shinjou es un ser humano proveniente del Top-Gear. Su madre era del Low-Gear y se casó con su propia contraparte masculina del Top-Gear. Este es el motivo por lo que el sexo de Shinjou es inestable.

### Otros
Kaku Izumo (出雲 覚 Izumo Kaku?)
 Seiyū: Kishō Taniyama
Presidente del consejo estudiantil de la Academia Taka-Akita. Actualmente cursa tercer año, pero en realidad tiene veinte años de edad. Es la fuerza del equipo de vanguardia Leviatán junto con su compañera Chicago Kazami, quien también es su novia.  Usuario del V-Sw. Hijo del actual presidente del IAI y una madre quien es la décima Gear, por lo que es una raza mixta entre Low-Gear y 10mo-Gear que ha heredado la protección divina de su madre, por lo que su cuerpo es extremadamente resistente. Además es un individuo irresponsable y alegre. Vive con Chisato en uno de los dormitorios de la academia desde la elección presidencial, e incluso no están casados pero es como si ya lo estuvieran. Se conocieron hace dos años durante un incidente que involucró 6.º-Gear y al 10mo-Gear. Él está siempre bromeando lascivamente con Chisato, y ella lo golpea todo el tiempo debido a eso.
En combate, él maneja fácilmente la V-Sw, que es enorme y un poco convencional al tener la forma de una espada carenada que se diferencia de otras armas concepto más comunes, ya que tiene el Concepto Core del 6.º-Gear sellado en su interior, proporcionándole energía para sus habilidades. La V-Sw tiene voluntad propia, reconociendo a Kaku como su único propietario y su poder se basa en el concepto de "destrucción y el renacimiento" por lo que es una de las armas más poderosas que la UCAT japonesa tiene a su disposición. Como la mayoría de los otros miembros del equipo Leviatán, su abuelo Zen Izumo fue uno de los Ocho Reyes Dragón, específicamente el encargado de destruir al 6.º-Gear y 10mo-Gear. Tanto su abuela y su madre eran antiguos habitantes del 10mo-Gear, y la sangre del 10mo-Gear fluye con fuerza dentro de él. Hasta hace dos años, cuando conoció a Chisato, vivía en un asentamiento del 10mo-Gear en la región de Kinki y él incluso tenía un nombre diferente y utilizaba un lenguaje también diferente. Después de una batalla causada por los restos de 6.°-Gear, donde él y Chisato se involucraron, ambos se unieron al UCAT japonés y unieron sus destinos.
Chisato Kazami (風見 千里 Kazam Chisato?)
Seiyū: Ai Maeda
Tesorera del consejo estudiantil de la Academia Taka-Akita. Actualmente cursa tercer año. Pertenece al equipo de fuerza de vanguardia Leviatán junto con su novio Kaku Izumo. Usuaria del G-Sp2 y X-Wi. Originalmente era una persona común y corriente de Low-Gear, pero después del Camino Leviatán con el sexto-Gear y el 10mo-Gear dos años antes de que la historia comenzára, se convirtió en un miembro de la UCAT japonés. Su padre es un planificador de programas de TV y su madre era un cantante popular y quien también era miembro de una banda de la escuela. Una chica brillante, pero violenta e impulsiva.
Ella vive con Kaku en uno de los dormitorios de la Academia incluso sin estar casados, pero ya tienen una relación marital que de hecho es aceptada por sus padres. A diferencia de los otros miembros del equipo Leviatán, su familia no tenía ninguna relación con la guerra Concepto o los otros Gears en el pasado, por lo que ella vivió una vida ordinaria hasta que conoció a Kaku en un incidente dos años antes, cuando ella se involucró accidentalmente en una pelea contra el sexto-Gear. Tanto 'Kaku como ella sobrevivieron y terminaron siendo los primeros miembros del equipo Leviatán. Su arma principal es la G-SP2, un lance carenado que se mantiene dentro del Concepto Core del 10mo-Gear. Se trata de una "lanza divina" con voluntad propia que reconoce a Chisato como su única propietaria. Ella también usa el concepto de equipo X-Wi, que producen alas de luz amarilla que permite que ella salte hacia el cielo y vuele a través del campo de batalla dándole gran movilidad. Tiene varios papeles, desde garantizar la superioridad del aérea al asaltar la posición de la fuerza principal enemiga, hasta disponibilidad de una amplia gama de papeles en el campo de batalla y es uno de los principales activos del equipo Leviatán. Debido a la bendición del G-Sp2 ella también tiene una fuerza sobrehumana, pero Kaku es capaz de soportar sus golpes gracias a la defensa otorgada por su sangre que heredó de su madre. Dentro de un equipo Leviatán lleno de individuos excéntricos, ella es la una de las que más se basan en el sentido común y en ocasiones también coordina los esfuerzos del grupo. Si bien es alegre y vivaz, una vez que ella experimenta el fracaso, es propensa a tener dificultades para volver a sobreponerse.

## Media

### Novela ligera
Owari no Chronicle empezó como una serie de novelas ligeras serializadas en la revista Dengeki Bunko Magazine en el año 2003. Cuando finalizó su publicación el 10 de diciembre de 2005 tenía catorce volúmenes recopilatorios que cubren siete arcos separados publicados por la imprenta de ASCII Media Works, Dengeki Bunko. Para el 2008, obtuvo el puesto #44 en la clasificación general de las novelas ligeras más vendidas por serie entre 1979-2008, con un estimado de millón trescientas mil copias vendidas.

### CD Drama
Un CD drama fue publicado después de que la serie principal terminase, el 31 de marzo de 2006.

### Música
Una serie de cuatro álbumes musicales fueron publicados por Voltage of Imagination y Tenky:
| Título                              | Fecha de lanzamiento   |
| ----------------------------------- | ---------------------- |
| GET SET - TEAM LEVIATHAN CHRONICLE  | 25 de agosto de 2008   |
| AHEAD - TEAM LEVIATHAN CHRONICLE    | 5 de noviembre de 2008 |
| BREAK - TEAM LEVIATHAN CHRONICLE    | 28 de abril de 2009    |
| GO AHEAD - TEAM LEVIATHAN CHRONICLE | 14 de agosto de 2009   |

## Recepción
Owari no Chronicle clasificó dos veces en el top 10 del libro guía anual de novelas ligeras del Takarajimasha Kono Light Novel ga Sugoi!, una lista de las novelas ligeras más populares y sus personajes de acuerdo con sus lectores: llegó a la quinta posición en el año 2006, y se posicionó séptima en 2007. Entre las ediciones de 2005 y 2007 de Kono Light Novel ga Sugoi!, el personaje principal Mikoto Sayama estuvo tres veces en el top 10: tercer lugar en 2005, segundo lugar en 2006, y finalmente, fue el número 1 en el ranking de personajes masculinos de novelas ligeras en la edición del año 2007.

### Para leer más
- Dengeki Bunko, ed. (10 de junio de 2003). Owari no Chronicle 1-A (en japonés). ISBN 978-4-8402-2389-8.
- Dengeki Bunko, ed. (10 de julio de 2003). Owari no Chronicle 1-B (en japonés). ISBN 978-4-8402-2407-9.
- Dengeki Bunko, ed. (10 de octubre de 2003). Owari no Chronicle 2-A (en japonés). ISBN 978-4-8402-2493-2.
- Dengeki Bunko, ed. (10 de noviembre de 2003). Owari no Chronicle 2-B (en japonés). ISBN 978-4-8402-2515-1.
- Dengeki Bunko, ed. (10 de abril de 2004). Owari no Chronicle 3-A (en japonés). ISBN 978-4-8402-2654-7.
- Dengeki Bunko, ed. (10 de junio de 2004). Owari no Chronicle 3-B (en japonés). ISBN 978-4-8402-2698-1.
- Dengeki Bunko, ed. (10 de julio de 2004). Owari no Chronicle 3-C (en japonés). ISBN 978-4-8402-2731-5.
- Dengeki Bunko, ed. (10 de diciembre de 2004). Owari no Chronicle 4-A (en japonés). ISBN 978-4-8402-2884-8.
- Dengeki Bunko, ed. (10 de enero de 2005). Owari no Chronicle 4-B (en japonés). ISBN 978-4-8402-2913-5.
- Dengeki Bunko, ed. (10 de junio de 2005). Owari no Chronicle 5-A (en japonés). ISBN 978-4-8402-3062-9.
- Dengeki Bunko, ed. (10 de julio de 2005). Owari no Chronicle 5-B (en japonés). ISBN 978-4-8402-3081-0.
- Dengeki Bunko, ed. (10 de noviembre de 2005). Owari no Chronicle 6-A (en japonés). ISBN 978-4-8402-3214-2.
- Dengeki Bunko, ed. (10 de noviembre de 2005). Owari no Chronicle 6-B (en japonés). ISBN 978-4-8402-3213-5.
- Dengeki Bunko, ed. (10 de diciembre de 2005). Owari no Chronicle 7 (en japonés). ISBN 978-4-8402-3240-1.

- Datos: Q493220